# VTT cross-country féminin aux Jeux olympiques d'été de 1996
Navigation
Sydney 2000
Le cross-country féminin est l'une des deux compétitions de VTT aux Jeux olympiques de 1996. Il a eu lieu le 30 juillet et consistait en un circuit faisant au total 31,8 km. C'est la première fois que l'épreuve est présente aux Jeux olympiques.

## Résultats
| Rang | Cycliste            | Pays               | Temps           |
| ---- | ------------------- | ------------------ | --------------- |
| 1.   | Paola Pezzo         | Italie             | 1 h 50 min 51 s |
| 2.   | Alison Sydor        | Canada             | 1 h 51 min 58 s |
| 3.   | Susan DeMattei      | États-Unis         | 1 h 52 min 36 s |
| 4.   | Gunn-Rita Dahle     | Norvège            | 1 h 53 min 50 s |
| 5.   | Elsbeth Vink        | Pays-Bas           | 1 h 54 min 38 s |
| 6.   | Annabella Stropparo | Italie             | 1 h 55 min 56 s |
| 7.   | Regina Marunde      | Allemagne          | 1 h 57 min 21 s |
| 8.   | Kathy Lynch         | Nouvelle-Zélande   | 1 h 57 min 40 s |
| 9.   | Eva Orvošová        | Slovaquie          | 1 h 57 min 56 s |
| 10.  | Juliana Furtado     | États-Unis         | 1 h 58 min 32 s |
| 11.  | Laurence Leboucher  | France             | 1 h 59 min 00 s |
| 12.  | Daniela Gassmann    | Suisse             | 1 h 59 min 11 s |
| 13.  | Lesley Tomlinson    | Canada             | 2 h 01 min 04 s |
| 14.  | Alla Epifánova      | Russie             | 2 h 01 min 35 s |
| 15.  | Mary Grigson        | Australie          | 2 h 02 min 38 s |
| 16.  | Silvia Fürst        | Suisse             | 2 h 03 min 04 s |
| 17.  | Erica Lynn Green    | Afrique du Sud     | 2 h 03 min 06 s |
| 18.  | Kateřina Neumannová | République tchèque | 2 h 04 min 03 s |
| 19.  | Kateřina Hanušová   | République tchèque | 2 h 04 min 05 s |
| 20.  | Laura Blanco        | Espagne            | 2 h 04 min 20 s |
| 21.  | Lenka Ilavská       | Slovaquie          | 2 h 04 min 43 s |
| 22.  | Deb Murrell         | Grande-Bretagne    | 2 h 04 min 44 s |
| 23.  | Kanako Tanikawa     | Japon              | 2 h 05 min 44 s |
| 24.  | Sandra Temporelli   | France             | 2 h 06 min 57 s |
| 25.  | Gao Hongying        | Chine              | 2 h 09 min 08 s |
| 26.  | Silvia Rovira       | Espagne            | 2 h 09 min 17 s |
| 27.  | Nadezhda Pashkova   | Russie             | 2 h 16 min 36 s |
| —    | Caroline Alexander  | Grande-Bretagne    | Abandon         |
| —    | Sandra Ambrosio     | Argentine          | Abandon         |

## Sources
- Résultats